# نعنای کوهی
نعناع کوهی با نام علمی (Mentha Asiatica)، با نعنای مصرفی در سبزی خوردن کاملاً متفاوت می‌باشد.
این دو از لحاظ شکل ظاهری، بو، طعم و مزه تقریباً شبیه به هم هستند، ولی از نظر اثرات درمانی، نعناع کوهی بسیار قوی تر است. نعناع کوهی، از نظر کاربرد و خواص از نعناع پرورشی یا معمولی، بسیار عالی تر، قوی تر و مؤثرتر بوده و تأثیر گذاری بالایی خواهد داشت.

## خواص
این گیاه در دامنه‌ها و ارتفاعات متوسط رویش دارد. بو و عطر بسیار نافذی دارد و در کرم‌هایی که برای پوست ساخته می‌شوند، مورد استفاده قرار می‌گیرد.
این گیاه، گل‌های ریز و آبی رنگی دارد و قسمت‌های مورد استفاده این گیاه، گل، برگ و ساقهٔ آن است.
ترکیبات نعناع کوهی
نعناع دارای ماده ای به نام منتول است که احساس خنکی در دهان ایجاد می‌کند. مقدار منتول در نعناع بسته به نوع آن از ۳۵ تا ۵۵ درصد تغییر می‌کند که البته اگر نعناع دیر کنده شود، مقدار منتول آن تا حدود ۳۰ درصد پایین می‌آید.